# Coussapoa microcarpa
Coussapoa microcarpa är en nässelväxtart som först beskrevs av Heinrich Wilhelm Schott, och fick sitt nu gällande namn av Carlos Toledo Rizzini. Coussapoa microcarpa ingår i släktet Coussapoa och familjen nässelväxter. Inga underarter finns listade i Catalogue of Life.

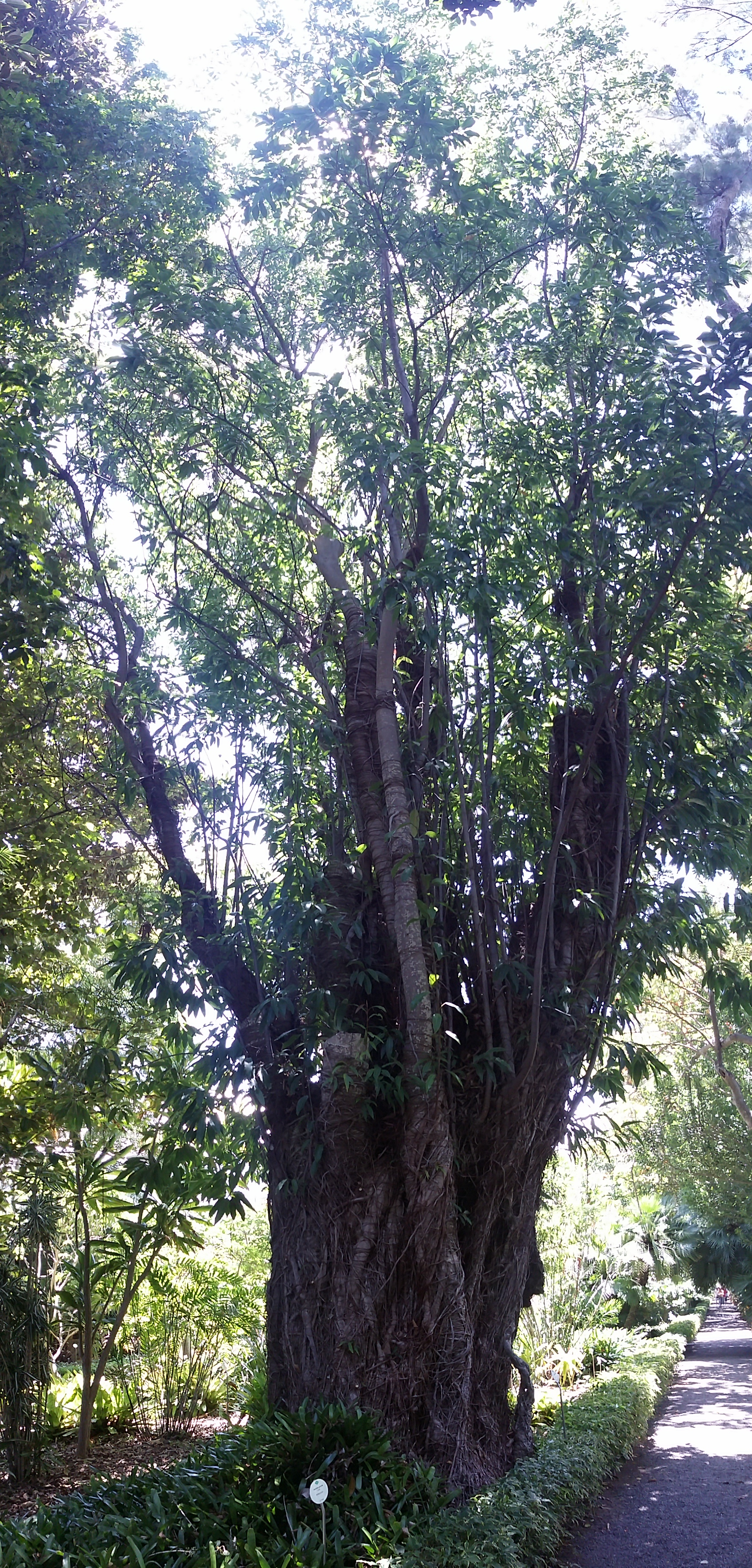
Coussapoa microcarpa träd

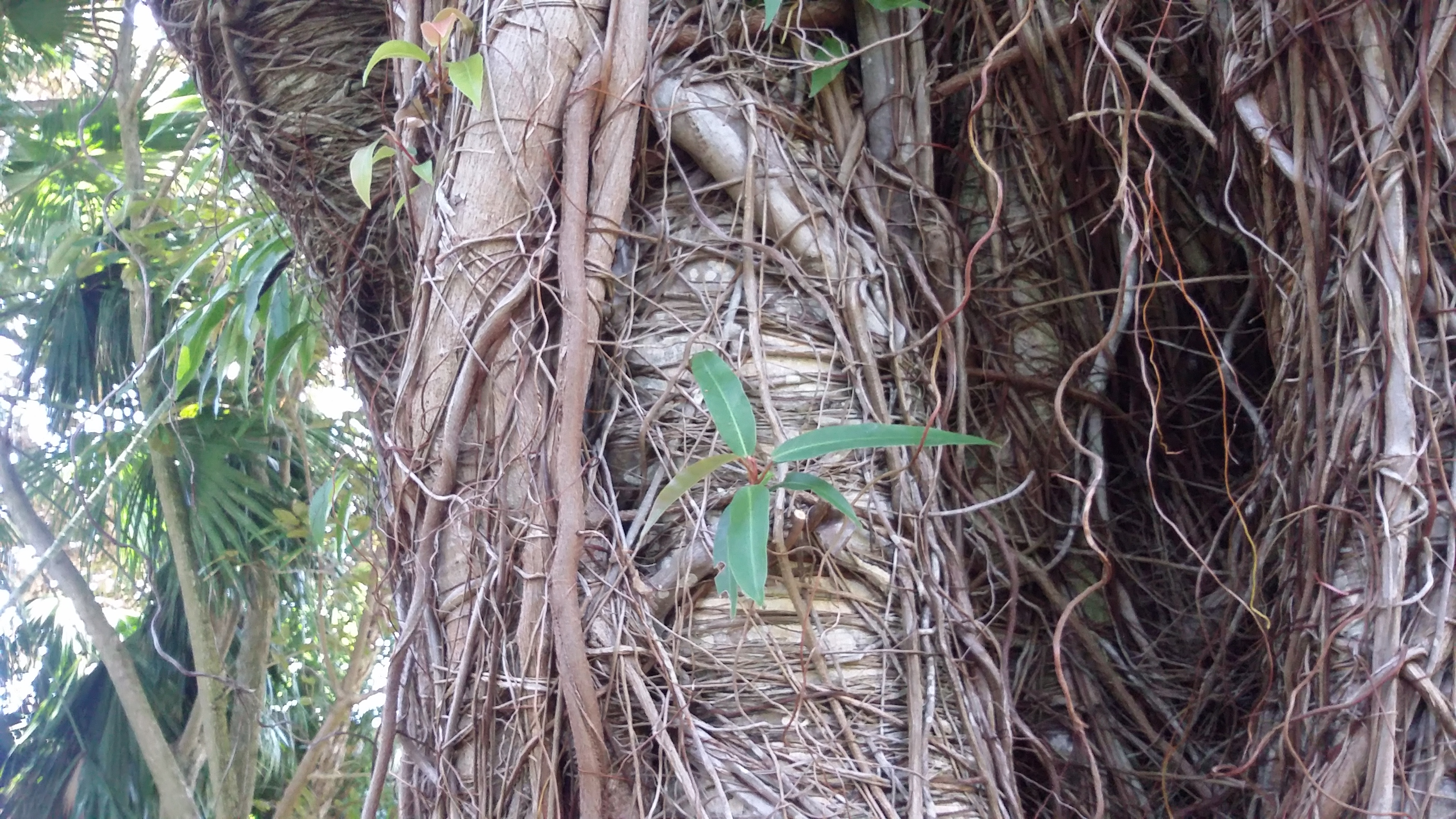
Coussapoa microcarpa leaf

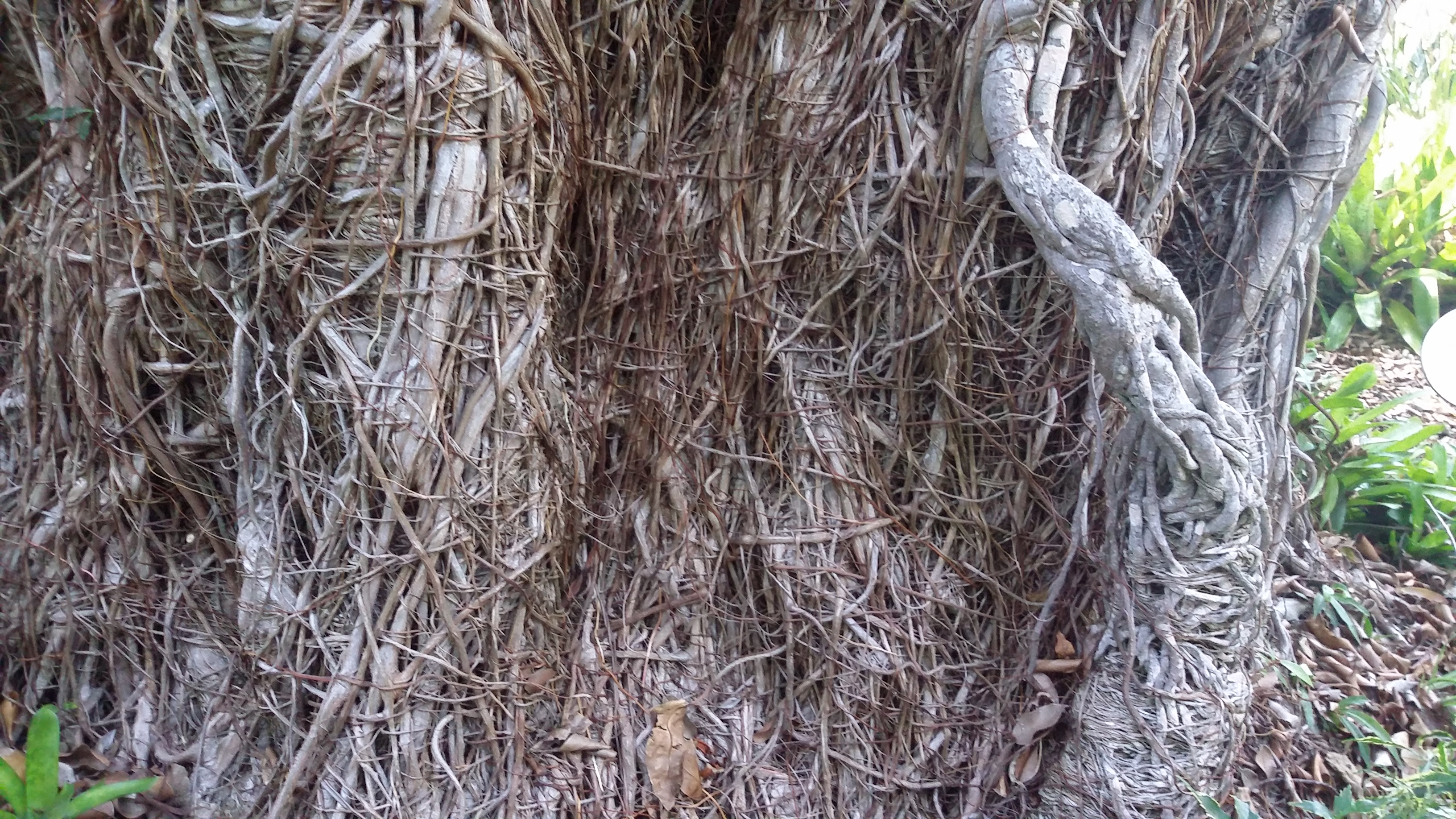
Coussapoa microcarpa träd bark